# Jones Mwewa
Jones Mwewa (Ndola, 12 marzo 1973 – Kitwe, 18 novembre 2011) è stato un calciatore zambiano, di ruolo difensore.

## Carriera

### Club
Ha sempre giocato nel massimo campionato zambiano.

### Nazionale
Ha vestito la maglia della Nazionale tra il 1995 ed il 2002, collezionando 57 presenze e tre partecipazioni alla Coppa d'Africa.